# فرودگاه آبی دریاچه بلک
فرودگاه آبی دریاچه بلک (به انگلیسی: Black Lake Water Aerodrome) یک فرودگاه همگانی است که یک باند فرود آب دارد. این فرودگاه در کشور کانادا قرار دارد و در ارتفاع ۲۷۷ متری از سطح دریا واقع شده‌است.